# Jean-Claude Marcourt
Jean-Claude Marcourt, né à Awans (Province de Liège) le 16 octobre 1956, est un homme politique socialiste belge. Il est ministre au sein du gouvernement wallon de 2004 à 2017 et au sein du gouvernement de la Communauté française de Belgique de 2009 à 2019. Il est président du Parlement wallon du 13 septembre 2019 au 20 décembre 2022, date à laquelle il est contraint de démissionner à la suite d'un scandale politique lié aux dépenses du Parlement, ainsi qu'à un voyage qu'il a effectué à Dubaï.

## Biographie
Licencié en droit de l’université de Liège (1979), il exerce la profession d’avocat, où il défend notamment les intérêts de George Forrest, et rejoint un premier cabinet ministériel, celui de Willy Claes, en 1988 en tant qu’expert pour la sidérurgie. Il entame, dès 1992, un long parcours de chef de cabinet des ministres Guy Mathot (1992-1994), Bernard Anselme (1994-1995), Jean-Claude Van Cauwenberghe (1995-1997), Elio Di Rupo (1998-1999) et Laurette Onkelinx (1999-2004), au sein de gouvernements de la Région wallonne, de la Communauté française et de l’État fédéral.
À la suite des élections régionales et européennes de juin 2004, il devient ministre de l’Économie et de l’Emploi de la Région wallonne dans un gouvernement présidé par Jean-Claude Van Cauwenberghe. Il lance et pilote alors le plan Marshall. En octobre 2005, quand Elio Di Rupo succède à Jean-Claude Van Cauwenberghe, il reçoit la compétence du Commerce extérieur. En 2007, il devient, en sus, ministre du Patrimoine.
Depuis le 4 décembre 2006, il est également conseiller communal de la ville de Liège.
Jean-Claude Marcourt fait partie en 2008 du groupe des 18 responsables politiques chargés de négocier la prochaine réforme de l’État sous la houlette d’Yves Leterme.
Aux élections du 7 juin 2009, il emmène la liste PS pour le Parlement européen qui, premier parti, remporte trois sièges sur les huit du collège francophone. À titre personnel, il récolte 155 409 voix de préférence. Appelé à rempiler au poste de ministre, il ne siègera toutefois pas à Strasbourg.
Il est en effet nommé vice-président des gouvernements de la Wallonie et de la Communauté française de Belgique à la tête, d’un côté, de l’Économie, des PME, du Commerce extérieur et des Technologies nouvelles et, de l’autre, de l’Enseignement supérieur.
En 2010, pendant la plus longue crise politique que connut la Belgique (541 jours sans gouvernement fédéral entre Leterme II et Di Rupo), il coprésida avec Jan Jambon un groupe dit de haut niveau chargé de plancher sur la réforme de la loi de financement.
À l’automne 2011, il lance Creative Wallonia, programme-cadre destiné à placer l’économie wallonne sous le double signe de l’innovation et de la créativité. En octobre 2012, aux élections communales, il pousse la liste socialiste à Liège. Il réalise le deuxième meilleur score derrière le bourgmestre, tête de liste. Aux lendemains des élections, il devient chef de groupe au conseil communal.
En 2012 également, il lance le programme NEXT, axe transversal et multi sectoriel de politique industrielle en Wallonie. 
Au cours de cette législature, il initie « Reverse Metallurgy », qui réunit différents partenaires industriels et académiques wallons dans le but de permettre le développement de techniques capables de récupérer les matériaux rares au départ de matériaux recyclés. Par ailleurs, à la Communauté française de Belgique, Jean-Claude Marcourt pilote la réforme du paysage de l’enseignement supérieur. En janvier 2014, l’ARES, Académie de recherche et d'enseignement supérieur, est mise sur pied.
Aux élections du 25 mai 2014, il emmène la liste PS pour le Parlement wallon à Liège. Il récolte plus de 38 000 voix de préférences, faisant de lui le premier élu de l'arrondissement de Liège.
Le 22 juillet 2014, il est reconduit à la vice-présidence des Gouvernements de la Région wallonne et de la Communauté française de Belgique, à la tête, à la Région wallonne, de l'Économie, de l'Industrie, de l'Innovation et du Numérique, ainsi que de l'économie sociale et du commerce extérieur, et en Communauté française de Belgique, de l'Enseignement supérieur, de la Recherche et des Médias.
À la suite de la décision le 19 juin 2017 du président du cdH, Benoît Lutgen, de ne plus continuer à gouverner avec le PS, le Parlement de Wallonie a voté la motion de méfiance constructive déposée contre le gouvernement Magnette, le 28 juillet 2017. À l’issue du vote, sept nouveaux ministres (4 libéraux  et 3 démocrates-humanistes) ont prêté serment et composent le nouveau gouvernement wallon jusqu'à la fin de la législature en 2019. Jean-Claude Marcourt conserve quant à lui ses compétences de Vice-Président et Ministre de l’Enseignement supérieur, de la Recherche et des Médias en Communauté française de Belgique, jusqu'en 2019 et la formation du gouvernement Jeholet.
Le 13 septembre 2019, il est élu président du Parlement wallon. Il est, en outre, désigné comme négociateur de son parti pour la formation du gouvernement fédéral.
Dans la tourmente depuis septembre 2022 à la suite de l'affaire du Greffier, il accepte finalement de « démissionner collectivement » le 12 décembre de la même année sous la pression de son président de parti .

## Réformes de la législature 2014-2019

### Plan Marshall 4.0
Le 29 mai 2015, le gouvernement Magnette lance le Plan Marshall 4.0 qui poursuit le travail entamé depuis 2006 grâce aux deux premiers plans. Ce plan de 2,4 milliards d’euros renforce les actions en faveur d’un cadre propice à la création d’activités et d’emplois, consolide l’attention prioritaire à la formation, à la recherche et à sa valorisation, poursuit les efforts en matière de mobilisation du territoire à des fins de dynamisation du tissu économique et concentre son action de soutien à la transition énergétique. La dimension numérique est intégrée et a pour ambition de placer la Wallonie en pointe dans le cadre de la quatrième révolution industrielle. Une attention particulière est également portée à l’économie circulaire.

### Plan numérique
En février 2015, le Ministre Jean-Claude Marcourt met en place le Conseil du numérique, avec pour mission de structurer la réflexion sur la stratégie du numérique en Wallonie. Ce plan en cours de conception a pour ambition de placer la Wallonie dans le peloton de tête des régions digitalisées qui comptent sur la carte du monde.

### Réforme de la recherche
En avril 2015, le Ministre Marcourt décide d’octroyer 330 millions d’euros au renforcement de l’efficacité et de la simplification des aides à la recherche qui se spécialisent davantage.
Cette une réforme du paysage de la recherche vise l’excellence, la simplification et l’efficience des aides octroyées à l’ensemble des acteurs.
Les grands axes stratégiques sont renforcés autour des domaines porteurs que sont l’aérospatial, l’agro-industrie, les sciences du vivant, le génie mécanique, la logistique et la chimie verte, correspondant au plan d’action des 6 pôles de compétitivité.
De grands axes transversaux (le numérique, l’économie circulaire et la créativité) sont également concernés.
L'objectif du lien de la Recherche avec l’Industrie est de densifier le tissu industriel de la Wallonie dans des domaines porteurs de croissance et vecteurs d’emplois durables.

### Coopératives
En juin 2015, le Ministre décide de doper les coopératives en Wallonie : Brasero. La volonté est d’apporter un soutien aux coopératives afin de relocaliser l’économie, mobiliser l’épargne citoyenne, impliquer les citoyens dans ces projets et les encourager à en devenir de véritables acteurs. Cette mesure de soutien est fondée sur un principe simple : 1 euro investi par les coopérateurs est doublé par les pouvoirs publics.

### Paysage 2.0
Le décret définissant le paysage de l'enseignement supérieur et l'organisation académique des études est promulgué le 7 novembre 2013. Il regroupe les établissements d’enseignement supérieur de la Communauté française de Belgique en 5 pôles académiques (Hainaut, Liège-Luxembourg, Namur, Louvain, Bruxelles) afin de renforcer les synergies et les collaborations entre les institutions d’une même zone géographique.
Par ailleurs, l’Académie de recherche et d'enseignement supérieur (ARES) a été créé afin de piloter et d’assurer la cohérence de l’Enseignement supérieur.
Le décret crée également une nouvelle organisation des études sur base de la modularisation des cursus et harmonise les structures, la législation et les critères d’évaluation.
La mise en œuvre concrète du décret Paysage lors de l’année académique 2014-2015 a permis d’identifier les dispositions qu’il convenait de clarifier, de compléter ou d’ajouter afin d’optimaliser le fonctionnement de l’enseignement supérieur. Ce décret paysage 2.0 constitue l’aboutissement d’un travail de concertation avec les différents acteurs de l’enseignement supérieur et s’inscrit dans une démarche participative. Cependant, il n'est pas unanimement considéré comme une réussite. Ainsi, en 2018, 400 professeurs d'université ont co-signé une lettre ouverte pour dénoncer ses effets, d'après eux négatifs, sur la qualité de l'enseignement.

### Décret filtre médecine et dentisterie
À la suite d'une stricte interprétation d’un arrêté fédéral, l’attribution des numéros INAMI aux étudiants de médecine et de dentisterie était menacée. Maggie De Block, Ministre fédérale de la Santé, s’est engagée à délivrer les numéros INAMI pour tous les étudiants d’ores et déjà engagés et en contrepartie le Ministre Marcourt s’est engagé à organiser un concours en fin de première année. Le décret introduisant un filtre à la fin de la première année d’étude en médecine et dentisterie a été adopté le 8 juillet 2015. Il permet à l’étudiant de se familiariser avec les premières matières médicales, il maintient des aides à la réussite et les possibilités de réorientation, autant d’outils supplémentaires au service de l’étudiant.

### Charte bancaire
Le 14 avril 2016, Jean-Claude Marcourt et la FEBELFIN, Fédération belge du secteur financier, ont  signé un accord dans lequel la Wallonie et le secteur bancaire s’engagent à soutenir les entreprises wallonnes à travers une charte bancaire débouchant sur une mobilisation d'importants moyens : 2,8 milliards d’euros pour financer la création et la croissance des PME.

## Présidence du Parlement de Wallonie

### Mesures en rapport avec la Covid-19
Face à la crise du virus Covid-19, le président du Parlement a défini des modalités exceptionnelles permettant de concilier la continuité de l’action parlementaire et le respect des obligations et recommandations sanitaires édictées dans le cadre de la lutte contre la pandémie de Covid-19.
Par ailleurs, la crise du Covid-19 a amené à de nouvelles pratiques. Le contrôle du gouvernement est ainsi exercé par les députés via des séances organisées par vidéoconférence. Le caractère public des réunions est assuré par leur retransmission sur le web via notamment la chaine YouTube du parlement.

### Commission spéciale chargée d'évaluer la gestion de la crise sanitaire de la Covid-19 par la Wallonie
La Commission spéciale chargée de contrôler l’action du Gouvernement wallon, voulue par l’ensemble des groupes politiques a été instituée par l’adoption d’une proposition de résolution. Sa première réunion s'est tenue le 23 avril 2020 à 14 h. La commission a été présidée par Jean-Claude Marcourt, Président du Parlement.
Lien vers le rapport de commission : ici

### Commission d’enquête parlementaire chargée d'examiner les causes et d’évaluer la gestion des inondations de juillet 2021 en Wallonie
Pour la troisième fois de son histoire, le Parlement de Wallonie a décidé de mettre en place une commission d'enquête parlementaire.
La proposition de résolution visant à instituer une commission d’enquête parlementaire chargée d’examiner les causes et d’évaluer la gestion des inondations de juillet 2021 en Wallonie a été adoptée par le Parlement le 1er septembre 2021.
La commission a été installée le 2 septembre 2021 et a été présidée par Jean-Claude Marcourt.

### Conseil parlementaire interrégional
Lors de la 64e séance plénière du Conseil parlementaire interrégional (CPI) du 6 juin 2020 au Landtag de Sarre à Sarrebruck (Allemagne), Jean-Claude Marcourt a appelé les États membres à tirer les leçons de la crise sanitaire en termes de coopération transfrontalière, notamment dans le cadre de la Grande Région. Dans cette perspective, il a dénoncé le manque de solidarité et de coordination qui s’est illustré par la fermeture -peu utile- des frontières et un retour de la préférence nationale en termes d’équipement. Il s’est dit convaincu de l’importance d’un plan de relance fort en vue de maintenir le tissu socio-économique de la Grande Région mais aussi de préserver les franges de la population qui ont le plus souffert de la crise sanitaire d’une crise économique et sociale. Enfin, il a plaidé pour la préservation des libertés alors même que les citoyens ont pu se rendre compte de leur fragilité.

### Conférence des assemblées législatives des régions d’Europe (CALRE)
L’Assemblée plénière de la Conférence des assemblées législatives des régions d'Europe (CALRE), réunie le 26 novembre 2021 à Santa Cruz de Ténérife (Espagne), a élu Jean-Claude Marcourt, Président du Parlement de Wallonie, à la présidence de la Conférence pour l’année 2022.
La CALRE réunit les parlements régionaux de l'Union européenne qui possèdent un pouvoir législatif. Les 72 régions membres sont réparties dans sept pays et représentent plus de 200 millions de citoyens.
Depuis la Déclaration fondatrice d'Oviedo en 1997, les missions de la CALRE consistent à approfondir la participation démocratique de ses membres dans le cadre de l'Union européenne, à défendre les valeurs et les principes de la démocratie régionale, à renforcer les liens entre les assemblées législatives régionales et à soutenir leurs activités de coopération transfrontalière.
Dans son discours d’investiture, le Président Marcourt s’est notamment engagé à représenter la CALRE au sein des institutions de l’Union européenne et spécialement du Comité européen des régions. Il accordera une attention particulière aux politiques de cohésion qui permettent de réduire les inégalités ainsi qu’à la Conférence sur l’avenir de l’Europe.
Il a également fait part de sa volonté d’impliquer le plus grand nombre d’assemblées possible dans les travaux de la Conférence pour partager et renforcer les idéaux régionaux et européens.

### Démission
Le 20 décembre 2022, date, il est contraint de démissionner à la suite d'un scandale politique lié aux dépenses du Parlement, ainsi qu'à un voyage qu'il a effectué à Dubaï.
Par ailleurs, de nouvelles révélations concernant l'appel d'offre pour le mobilier luxueux qui prendra place dans la nouvelle aile du Parlement wallon amène le Parlement Wallon à se porter partie civile. Jean-Claude Marcourt présidait le jury ayant attribué le critère "qualité" pour ce marché, critère qui s'avèrera prépondérant

## Liste des mandats politiques exercés
- 2004-2009 : ministre de l’Économie et de l’Emploi de la Région wallonne
- Octobre 2005 : Il reçoit la compétence du Commerce extérieur.
- 2007 : Il reçoit la compétence du Patrimoine.
- Depuis 2006 : conseiller communal de la ville de Liège.
- 2009-2014 : vice-président des gouvernements de la Région wallonne et de la Communauté française de Belgique. Ministre de l’Économie, des PME, du Commerce extérieur des Technologies nouvelles et de l’Enseignement supérieur.
- 2014 - juillet 2017 : vice-président du gouvernement de la Région wallonne et Ministre de l'Économie, de l'Industrie, de l'Innovation et du Numérique.
- 2014 - décembre 2018 : vice-président du gouvernement de la Communauté française de Belgique et Ministre de l'Enseignement supérieur, de la Recherche et des Médias.
- Décembre 2018 : vice-président du gouvernement de la Communauté française de Belgique de Belgique et ministre de l'Enseignement supérieur, de l'Enseignement de Promotion sociale, de la Recherche et des Médias.
- De septembre 2019  à décembre 2022: Président du Parlement wallon[45].

## Décoration
- Grand-croix de l'ordre de Léopold II (2024)[46].